# Carletonomys
Carletonomys cailoi là một loài động vật gặm nhấm đã tuyệt chủng từ thế Pleistocene (Ensenadan) của Buenos Aires, Argentina. Chúng là loài trong chi duy nhất (chi đơn loài) Carletonomys. Được phát hiện vào năm 1998 và chính thức được miêu tả trong năm 2008

## Đặc điểm
Loài chuột này là một phần của nhóm động vật gặm nhấm Oryzomyini được xác định rõ ràng bao gồm Holochilus, Noronhomys, Lundomys và Pseudoryzomys. Carletonomys có lẽ là loài ăn cỏ và sống trong một môi trường sống ẩm ướt. Carletonomys được tìm thấy có liên quan đến các loài động vật khác bao gồm cá, rùa biển, ếch, chim, Armadillo (thú có mai trong họ Dasypodidae), và một số loài gặm nhấm, bao gồm Reithrodon auritus, và chuột coypu (Myocastor), cả hai đều sống trong khu vực. Carletonomys cailoi có thể sống trong môi trường sống dưới vùng đất ngập nước trong điều kiện khí hậu tương đối ấm áp và ẩm ướt. 